# Fêtes patriotiques au Chili
Les Fêtes Patriotiques chiliennes célèbrent officiellement deux jours :
- Le 18 septembre, en commémoration de la proclamation de la Première junte du gouvernement depuis 1810 et qui marque le début du processus d'indépendance
- Le 19 septembre, connu sous le nom de "Jour de la Gloire de l'Armée du Chili".

Cependant, la célébration des Fêtes Patriotiques dure presque une semaine entière, cela dépend de la date où tombent le 18 et le 19 septembre (par exemple, si mercredi 18, les célébrations s'étendent entre le samedi 14 et le dimanche 22). C'est pour cela que dans de nombreuses écoles et collèges, sont déclarés "Vacances de Fêtes Patriotiques", avec une durée d'une semaine.
Les Fêtes Patriotiques sont, avec la Noël, la principale fête de l'année pour la majorité des Chiliens. Ce mois de septembre est avec celui de décembre, le mois de vente le plus élevé pour le commerce au Chili.

## Utilisation dudrapeau
L'affichage du drapeau sur tous les édifices publics et particuliers du pays pour les fêtes nationales est obligatoire. Le drapeau chilien doit être en parfait état, et être obligatoirement mis sur un fond blanc ou sur la façade principale de façon à l'horizontale ou à la verticale. Dans ce dernier cas, l'étoile doit toujours être dans le coin supérieur gauche de façon à être vue depuis la façade.
Depuis 1967, un décret suprême établit l'affichage du drapeau les 17 et 18 septembre comme étant obligatoire sous peine de $ 40 000 d'amende.

## Parade Militaire

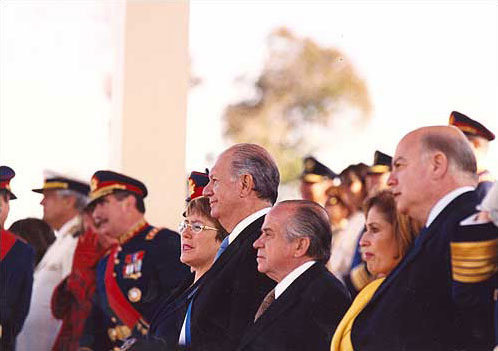
Ricardo Lagos dirige les cérémonies de la Parade Militaire de 2003

Cette tradition remonte à 1832 et les premières parades militaires du 18 septembre ont été déplacées par décret au 19 et renommées jour de la gloire des armées, par le Président Ramón Barros Luco, en 1915.